# Callima
Callima é um gênero de traça pertencente à família Agonoxenidae.